# Tongxian, Fujian
Tongxian är en köping i sydöstra Kina. Den ligger i Shanghang härad i staden Longyan i provinsen Fujian,  omkring 300 kilometer väster om provinshuvudstaden Fuzhou. Antalet invånare är 14 436. Befolkningen består av 7 349 kvinnor och 7 087 män. Barn under 15 år utgör 21,0 %, vuxna 15-64 år 65 %, och äldre över 65 år 12,0 %.